# Cung Văn hóa Lao động Hữu nghị Việt Xô

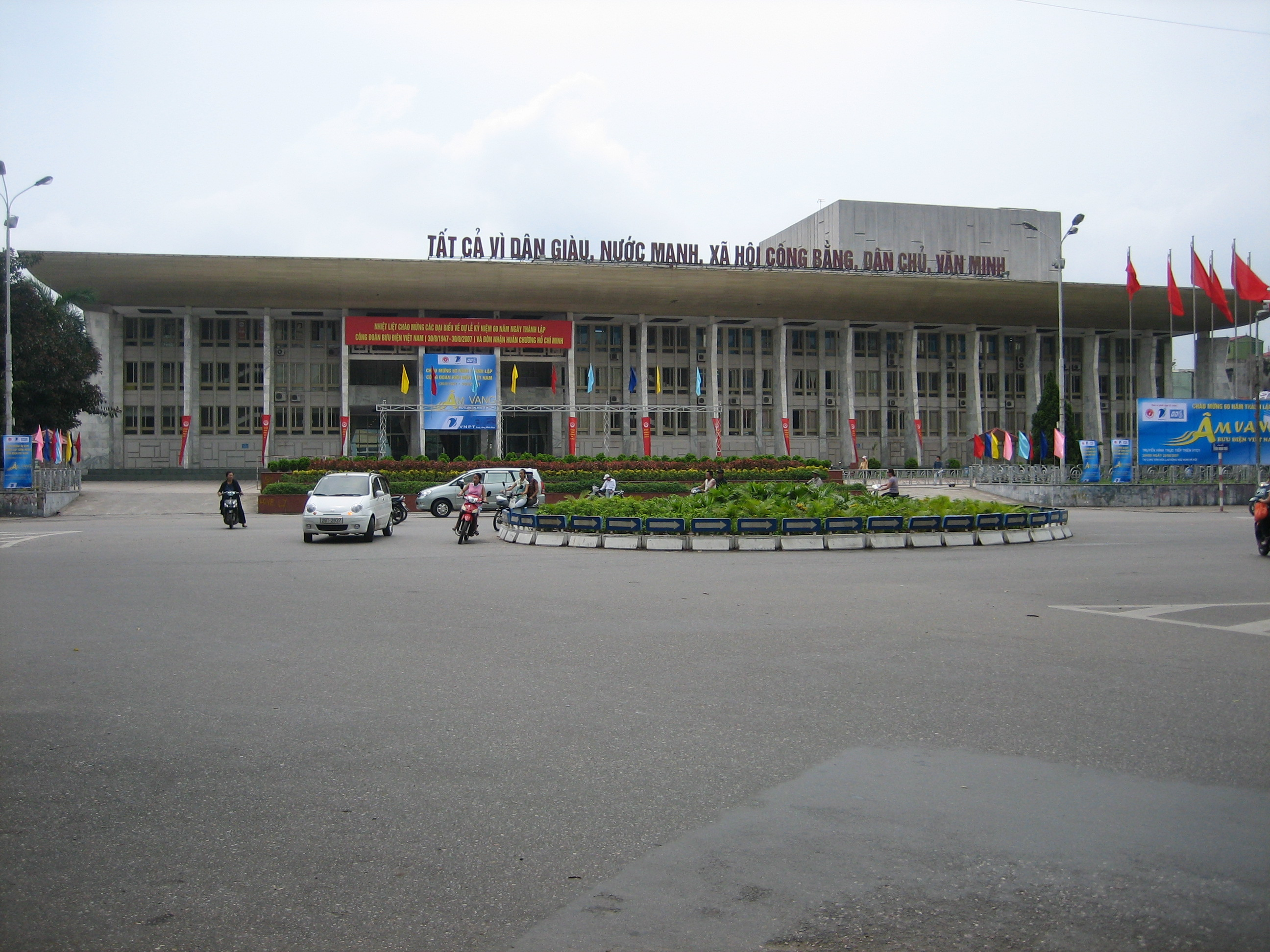
Cung Văn hóa Lao động Hữu nghị Việt Xô năm 2007

Cung Văn hoá Lao động Hữu nghị Việt Xô là một cung văn hoá nằm tại 91 phố Trần Hưng Đạo, phường Trần Hưng Đạo, quận Hoàn Kiếm, Hà Nội, Việt Nam là một công trình kiến trúc, văn hóa dành cho các buổi biểu diễn nghệ thuật, các hội nghị khoa học, triển lãm. Công trình được khởi công vào ngày 1 tháng 1 năm 1978 trên nền cũ của nhà Đấu Xảo Hà Nội vốn bị bom phá hủy trong Thế chiến lần thứ 2. Ngày 1 tháng 9 năm 1985, cung văn hoá này được hoàn thành. Nguồn tài chính xây dựng công trình do Hội đồng Trung ương các Công đoàn Liên Xô trước đây trao tặng nên được đặt tên là Cung Văn hoá Lao động Hữu nghị Việt Xô. Công trình được kiến trúc sư Liên Xô Isakovich thiết kế.

## Lịch sử
Cung Việt Xô được khởi công vào ngày 1 tháng 1 năm 1978 trên nền cũ của nhà Đấu xảo Hà Nội và bắt đầu hoạt động từ ngày 1 tháng 9 năm 1985. Bản thiết kế của công trình là do kiến trúc sư Garol Grigorevich Isakovich sáng tạo. Nguồn tài chính để khởi công do Hội đồng Trung ương các Công đoàn Liên Xô trước đây trao tặng. Công trình này mang tính hợp tác hữu nghị giữa hai nước Việt Nam và Liên Xô.
Năm 2006, nơi này từng phục vụ các sự kiện lớn như nơi diễn ra các hoạt động bên lề hội nghị APEC 2006 hay đại lễ kỷ niệm 1000 năm Thăng Long – Hà Nội.
Ngày 31 tháng 8 năm 2010, Cung Văn hóa Lao động hữu nghị Việt Xô đã tổ chức lễ kỉ niệm 25 năm khánh thành công trình và đón nhận Bằng khen của Thủ tướng Chính phủ Việt Nam của năm. Theo một ước tính, tới năm 2010, cung văn hoá này đã tổ chức được 37 loại hình nghệ thuật và duy trì phát triển 26 câu lạc bộ sở thích hoạt động với 66.440 buổi, trong đó có 157.000 hội viên, học viên và trên 3,2 triệu lượt người tới tham gia, sinh hoạt. Trong giai đoạn Đổi Mới, công trình đã được Chủ tịch nước Võ Chí Công tặng thưởng Huân chương Lao động hạng Ba năm 1995, Huân chương Lao động hạng Nhì năm 2004. Tới lễ kỷ niệm 30 năm hoạt động vào năm 2015, công trình được trao tặng Huân chương Lao Động hạng Nhất.
Năm 2019, cung Văn hoá Lao động Hữu Nghị Việt Xô được chọn là địa điểm đặt Trung tâm báo chí quốc tế (IMC) phục vụ Hội nghị thượng đỉnh Mỹ – Triều tại Hà Nội. Theo đó, Trung tâm báo chí quốc tế có diện tích tổng thể khoảng 30.000m2, có sức chứa hơn 3.000 phóng viên tác nghiệp trong cùng một khoảng thời gian. Tháng 9 cùng năm, một vụ cháy đã xảy ra tại hội trường Cung văn hóa hữu nghị Việt Xô mà tối hôm đó sẽ diễn ra một chương trình ca nhạc, gây ra thiệt hại ước tính khoảng 10 tỷ Đồng. Sau đó 1 năm, thành phố Hà Nội đã triển khai kế hoạch hoàn thành dự án cải tạo, sửa chữa, nâng cấp Cung Văn hóa Lao động Hữu nghị Việt Xô. Theo đó, dự án sửa chữa, cải tạo, nâng cấp bao gồm 6 hạng mục chính là khán phòng, sân khấu, phòng hậu trường, hệ thống phòng cháy chữa cháy, hệ thống điện, các hệ thống cửa đi; cửa sổ chống cháy khu vực tầng hầm; khu vực sân khấu, màn ngăn cháy.
Chiều 14 tháng 7 năm 2021, Liên đoàn Lao động thành phố Hà Nội đã có buổi làm việc với cán bộ chủ chốt của Cung Văn hóa Lao động hữu nghị Việt Xô về việc xây dựng Đề án đổi mới, nâng cao hiệu quả hoạt động của công trình.

## Kiến trúc
Cung Văn hóa Lao động Hữu nghị Việt Xô nằm trên đường Trần Hưng Đạo, quận Hoàn Kiếm, trung tâm Hà Nội. Cung văn hoá này được xây dựng trên diện tích rộng khoảng 3,2 ha. Tổng thể công trình gồm tòa nhà chính cao 4 tầng, dài 96 m, rộng 60 m. Toà nhà cao nhất tính từ mặt đường đến đỉnh có chiều cao 33m. Ngoài ra, có một tòa nhà 3 tầng song song với tòa nhà chính. Hai phía được nối liền bởi nhà mái bằng có sân thượng.
Công trình này được thiết kế có nhiều phòng hoạt động lớn nhỏ khác nhau để phù hợp với các dạng hoạt động và quy mô hoạt động như biểu diễn nghệ thuật, tổ chức hội nghị, hội thảo, triển lãm. Do có nhiều phòng, các hoạt động có thể diễn ra đồng thời nhưng không ảnh hưởng đến nhau. Phòng lớn nhất của cung văn hoá là hội trường lớn có 1.111 chỗ ngồi. Phòng hội trường này có hệ thống kỹ thuật hiện đại, sân khấu quay để làm nơi tổ chức các chương trình lớn. Căn hầm bên dưới sân khấu với hệ thống dây, tủ điện, đèn chiếu sáng. Theo Phó giám đốc cung Việt Xô, những chiếc đèn lắp ở các lối đi trong công trình này từng là loại đèn đặt trong hầm mỏ do các kỹ sư người Liên Xô mang sang.

## Sự việc liên quan
- Ngày 28 tháng 9 năm 2019, một đám cháy bùng phát tại khu vực của một sân khấu hội trường Cung Văn hóa lao động hữu nghị Việt Xô vào lúc 5 giờ 30 phút sáng.[13] Ngay khi nhận được tin báo, Công an quận Hoàn Kiếm đã cử 30 lính cứu hỏa cùng 6 xe cứu hoả tới hiện trường để dập tắt đám cháy. Đến khoảng 7 giờ 30 phút, đám cháy được dập tắt. Theo lãnh đạo Uỷ ban nhân dân phường Trần Hưng Đạo, nguyên nhân đám cháy ban đầu được xác định do  có show diễn vào tối cùng ngày tại hội trường nên các công nhân dựng sân khấu từ hôm qua, đến sáng sớm nay thì xảy ra cháy.[14] toàn bộ các thiết bị âm thanh,  ánh sáng, đạo cụ của sân khấu chính bị biến dạng.[13] Do ảnh hưởng từ vụ cháy này mà hai đêm diễn của ca sĩ Quang Hà đã phải tạm hoãn,[15] tuy vậy cũng có thông tin chương trình ca nhạc này đã bị chuyển sang một địa điểm khác.[13] Theo đó, vụ cháy này gây ra thiệt hại ước tính gần 10 tỷ đồng.[9]
- Năm 2023, một bài báo từ Vietnamnet đăng tin trong một khoảng thời gian dài, Cung Văn hóa Lao động hữu nghị Việt – Xô là địa điểm tổ chức tiệc cưới tại Hà Nội, dấy lên nghi vấn về sự công tư trong việc quản lý công trình nhà nước. Đứng trước sự việc, Giám đốc của cung văn hoá này đã lên tiếng nếu không tổ chức những tiệc cưới thì sẽ không có tiền để trả lương nhân viên. Vị giám đốc này còn cho biết nơi này không được Nhà nước  Việt Nam cấp tiền hoạt động, nhưng theo quy định cứ có người vào thuê địa điểm là cung văn hoá sẽ phải đóng thuế 10%.[16]

## Ảnh hưởng văn hoá
Trải qua nhiều thời gian tồn tại,  đã trở thành một trung tâm hoạt động văn hóa, nghệ thuật, thể thao của công nhân viên chức lao động trên địa bàn Hà Nội. Công trình này đã được đánh giá là "phục vụ tốt" các hoạt động chính trị của Đảng, Nhà nước Việt Nam. Ngoài ra, Cung văn hoá này còn hỗ trợ kinh phí cho các cụm văn hóa thể thao trên địa bàn thành phố, đồng thời cử cán bộ về giúp cơ sở tổ chức các giải thể thao, hội diễn văn nghệ và mở các lớp đào tạo trọng tâm văn hóa, văn nghệ cho cán bộ và hạt nhân văn hóa văn nghệ trong hệ thống công đoàn Hà Nội. Theo báo điện tử VTV, công trình đã trở thành một trong những công trình kiến trúc mang tính biểu tượng, gắn liền với ký ức của nhiều người. Nhiều người Hà Nội quen gọi đơn giản công trình này với cái tên "Cung Việt Xô" hay "Cung Công nhân".